# Trochodendraceae
Trochodendraceae är en familj av tvåhjärtbladiga växter. Trochodendraceae ingår i ordningen Trochodendrales, klassen tvåhjärtbladiga blomväxter, fylumet kärlväxter och riket växter. Enligt Catalogue of Life omfattar familjen Trochodendraceae 2 arter. 
Trochodendraceae är enda familjen i ordningen Trochodendrales.
Kladogram enligt Catalogue of Life:
| Trochodendraceae | \| \| Tetracentron \| \| \| \| \| \| Trochodendron \| \| \| \| |
|                  | \| \| Tetracentron \| \| \| \| \| \| Trochodendron \| \| \| \| |
|                  | Tetracentron                                                   |
|                  |                                                                |
|                  | Trochodendron                                                  |
|                  |                                                                |

## Bildgalleri

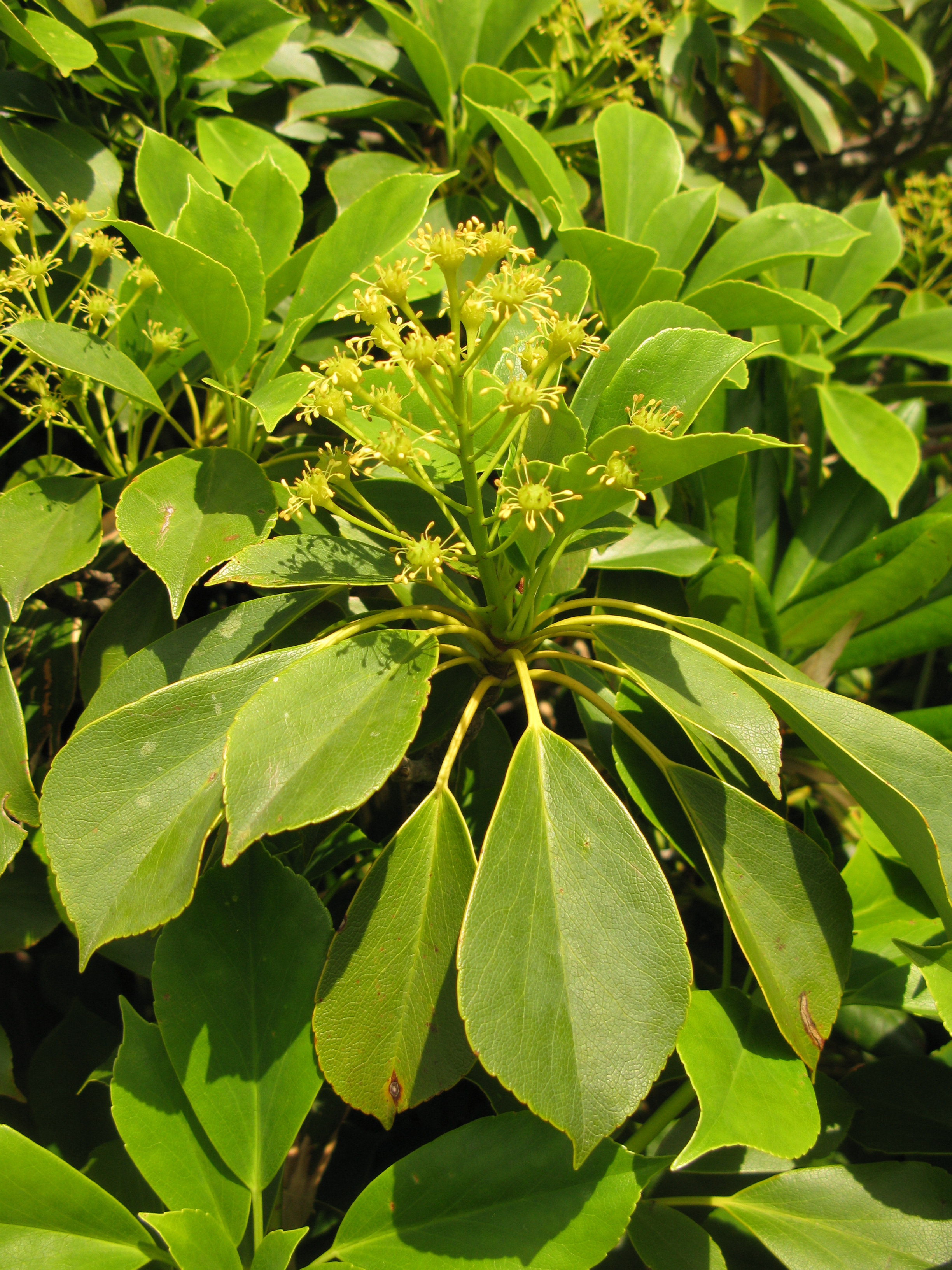
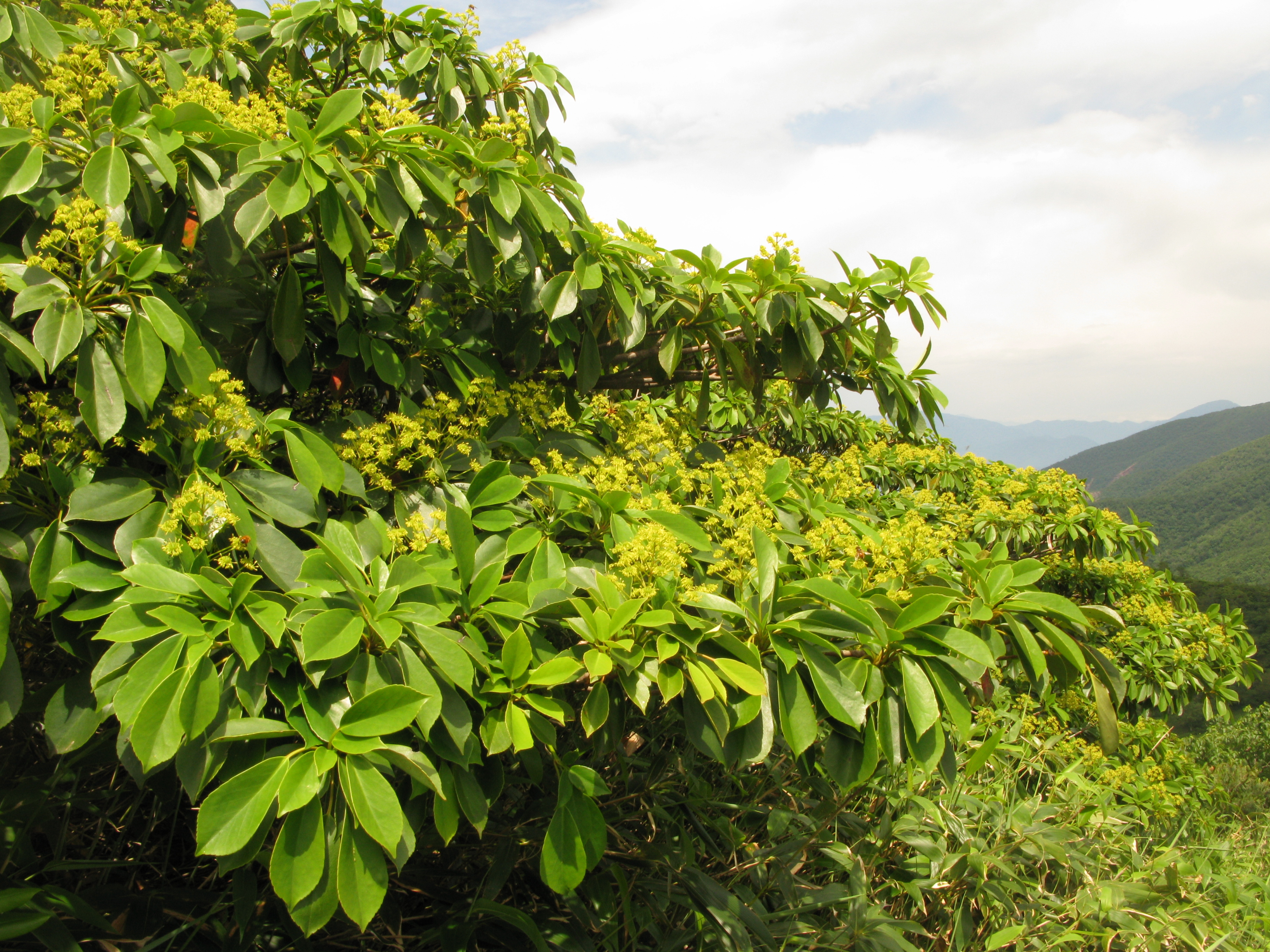
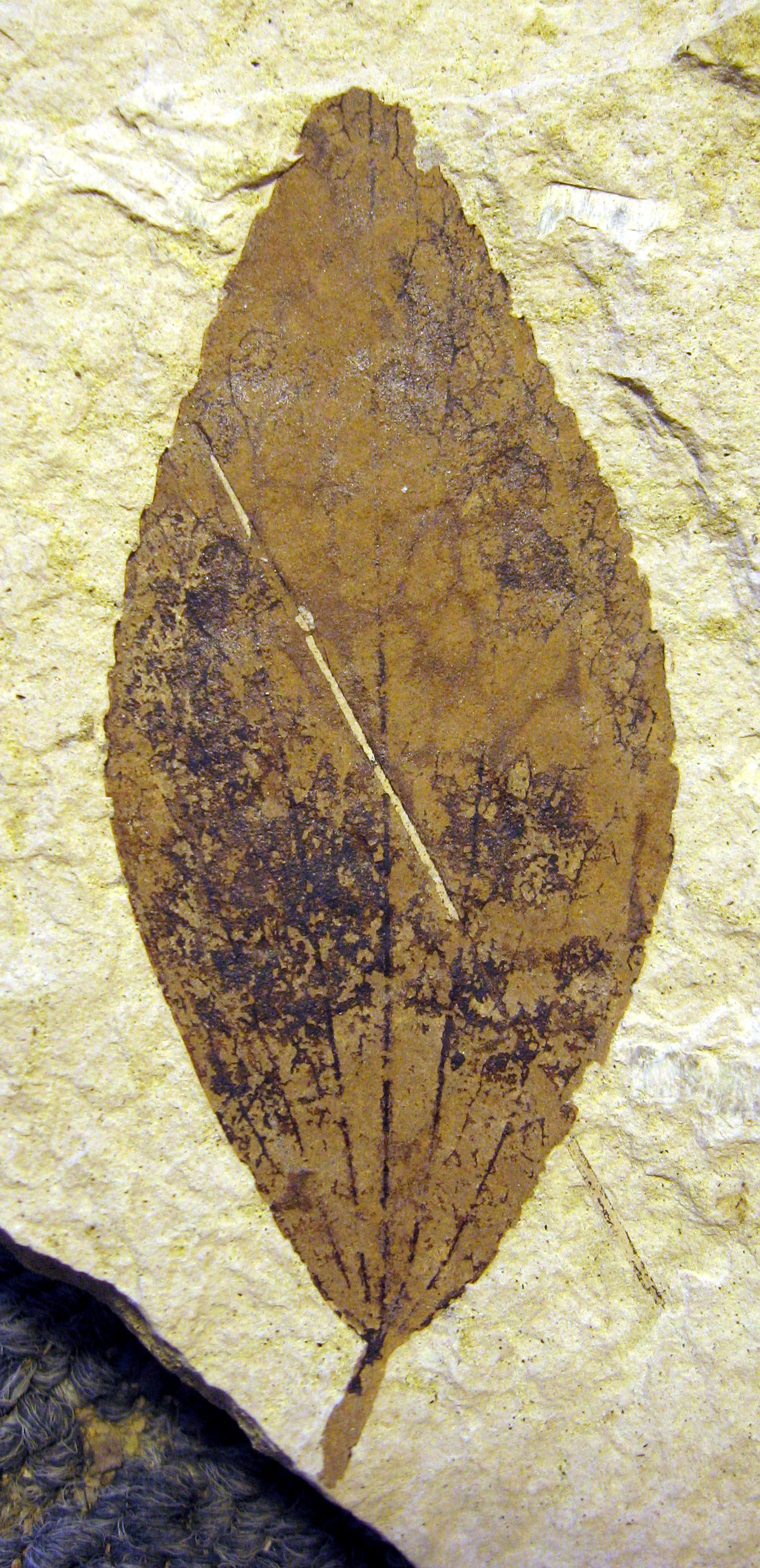